# Рубчич, Роберт
Роберт Рубчич (хорв. Robert Rubčić; род. 2 ноября 1963, Риека) — югославский и хорватский футболист, тренер.

## Карьера
Воспитанник "Риека". Большую часть своей карьеры Рубчич провел за свою родной клуб, за который в чемпионатах страны он провел около двухсот игр. После обретения независимости Хорватии выступал в местном первенстве. В 1990 году Рубчич провел один матч за сборную страны. В товарищеском матче он сыграл за хорватов против Румынии.
Завершив карьеру бывший защитник стал тренером. Он возглвлял ряд клубов низших лиг, а также один сезон работал с "Риекой". С 2010 по 2011 год Роберт Рубчич был главным тренером сборной Бангладеш.

## Достижения

### Футболиста
- Финалист Кубка Югославии (1): 1986/87.
- Финалист Кубка Хорватии (1): 1993/94.

### Тренера
- Бронзовый призер Чемпионата Хорватии (1): 2008/09.